# بریج نگار
بریج نگار (به انگلیسی: Nagar) یک منطقهٔ مسکونی در هند است که در بخش بهاراتپور واقع شده‌است. بریج نگار ۲۵٬۵۷۲ نفر جمعیت دارد و ۳۰۴ متر بالاتر از سطح دریا واقع شده‌است.